# Puerto de Santiago
Puerto de Santiago to nadmorskie miasteczko w gminie Santiago del Teide na południowym zachodzie Teneryfy (Wyspy Kanaryjskie, Hiszpania).
Położone na wybrzeżu, przy małej zatoce, utworzonej przez spływającą do morza lawę, która stała się naturalnym falochronem. W ostatnich latach Puerto de Santiago stało się jednym z atrakcyjniejszych miejsc turystycznych na Teneryfie, a to ze względu na bliskie położenie Los Gigantes i Playa de la Arena.